# Macmillan Publishers
A Macmillan Publishers (alkalmanként Macmillan Group néven; hivatalosan Macmillan Publishers Ltd az Egyesült Királyságban és Macmillan Publishing Group, LLC az Egyesült Államokban) egy brit kiadóvállalat, amelyet hagyományosan az „öt nagy” angol nyelvű kiadók egyikének tartanak (a Penguin Random House, Hachette, HarperCollins és Simon & Schuster).
A Daniel és Alexander MacMillan skót testvérek által 1843-ban Londonban alapított cég hamarosan Nagy-Britannia vezető kiadójává nőtte ki magát. 
Kiadta a viktoriánus korszak gyermekirodalmának két legismertebb művét, Lewis Carroll Alice kalandjai Csodaországban című művét (1865) és Rudyard Kipling A dzsungel könyvét (1894).
A Macmillan további jelentős írói közé tartozott: W. B. Yeats, Rabindranath Tagore, Nirad C. Chaudhuri, Seán O'Casey, John Maynard Keynes, Charles Morgan, Hugh Walpole, Margaret Mitchell, C. P. Snow, Rumer Godden és Ram Sharan Sharma.
Az irodalmon túl a cég olyan maradandó címeket hozott létre, mint a Nature (1869), a Grove Dictionary of Music and Musicians (1877) és Sir Robert Harry Inglis Palgrave: Politikai gazdaságtan szótára (1894–99).
Az Egyesült Királyság korábbi miniszterelnöke, Harold Macmillan, a társalapító Daniel unokája, 1964-től 1986 decemberében bekövetkezett haláláig volt a vállalat elnöke. 1999 óta a Macmillan a Holtzbrinck Publishing Group 100%-os tulajdonában lévő leányvállalata, világszerte több mint harminc országban működik.
2019 novemberében a Macmillan bejelentette, hogy a könyvtárak csak egy példányt vásárolhatnak e-könyveikből a megjelenés utáni első nyolc hétben, hogy növeljék az eladásokat azáltal, hogy a nagy könyvtári rendszerekben hosszú várakozást kell kölcsönözniük a kölcsönzőknek. Ez panaszokat váltott ki, és néhány könyvtár bojkottálta a céget; az irányelvet 2020 márciusában megváltoztatták.
2020 szeptemberében a Macmillan bejelentette, hogy John Sargent vezérigazgató az év végén távozik "Macmillan irányításával kapcsolatos nézeteltérés miatt".
2023 januárjában a Macmillan adta ki Hörcher Ferenc új könyvét.